# Чизерис (Удине)
Чизерис је насеље у Италији у округу Удине, региону Фурланија-Јулијска крајина.
Према процени из 2011. у насељу је живело 232 становника. Насеље се налази на надморској висини од 410 м.